# لاميون أرجواني
لاميون أرجواني أو المنتنة أو حملح أو أرجيفة أو الحُرّيق الأملس أو قريص أحمر (الاسم العلمي: Lamium purpureum) هو نوع من النباتات يتبع جنس اللاميون من الفصيلة الشفوية.